# گوک مدرسه (توقات)
گوک مدرسه (ترکی استانبولی: Gök Medrese) به معنای «مدرسه آسمانی» یا «مدرسه آبی» یک مدرسه مربوط به دوران سلجوقیان روم قرن سیزدهم در توقات، ترکیه است. این اثر پر زرق و برق معماری سلجوقی سالها میزبان موزه توقات، موزه باستان‌شناسی و قوم‌نگاری بود، تا اینکه در سال ۲۰۱۲ به مکانی در منطقه بستر منتقل شد.

## نگارخانه

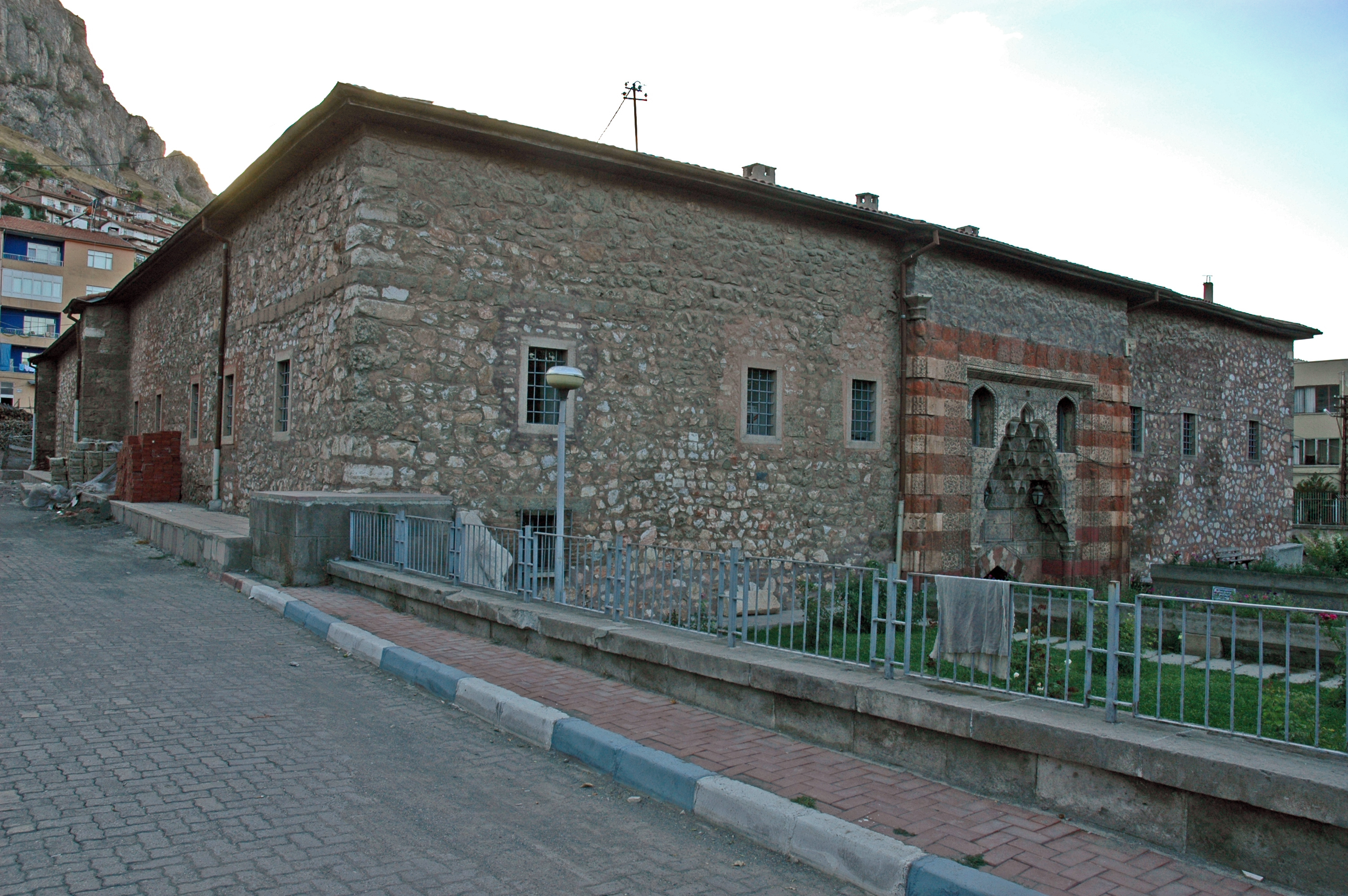
Gök Medrese Tokat as Museum general view
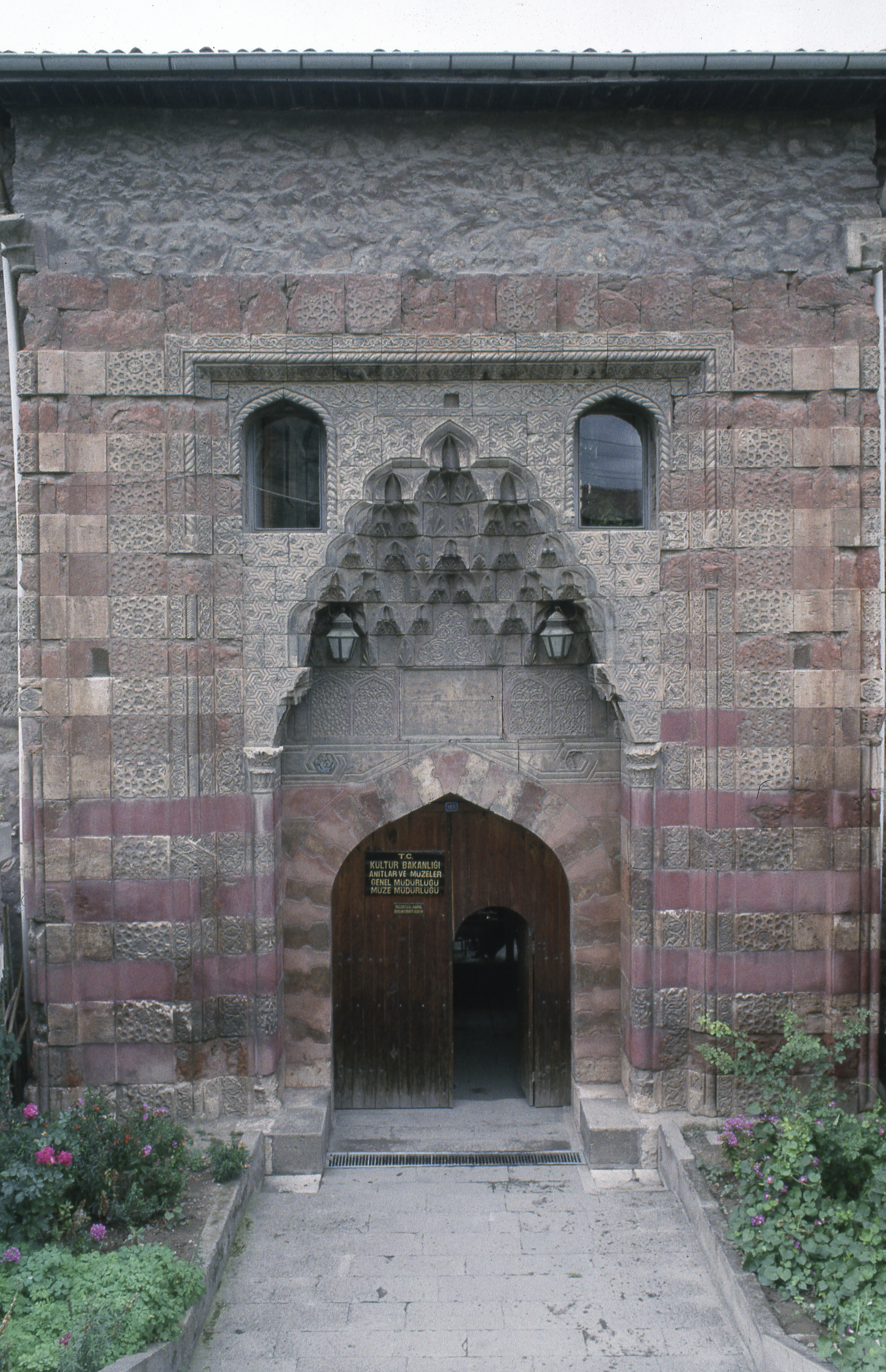
Gök Medrese Tokat as Museum Detail of front
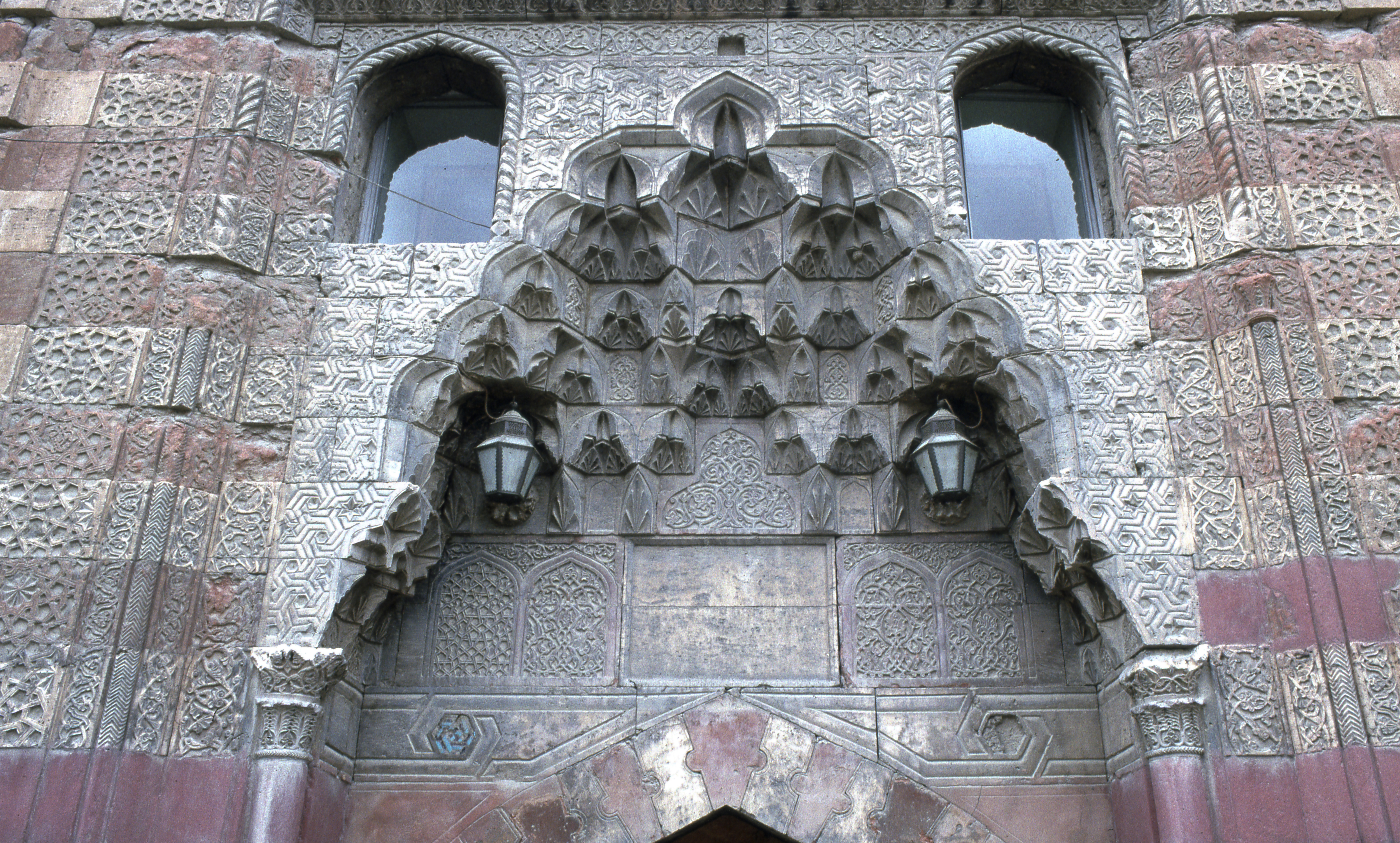
Gök Medrese Tokat as Museum Detail of front
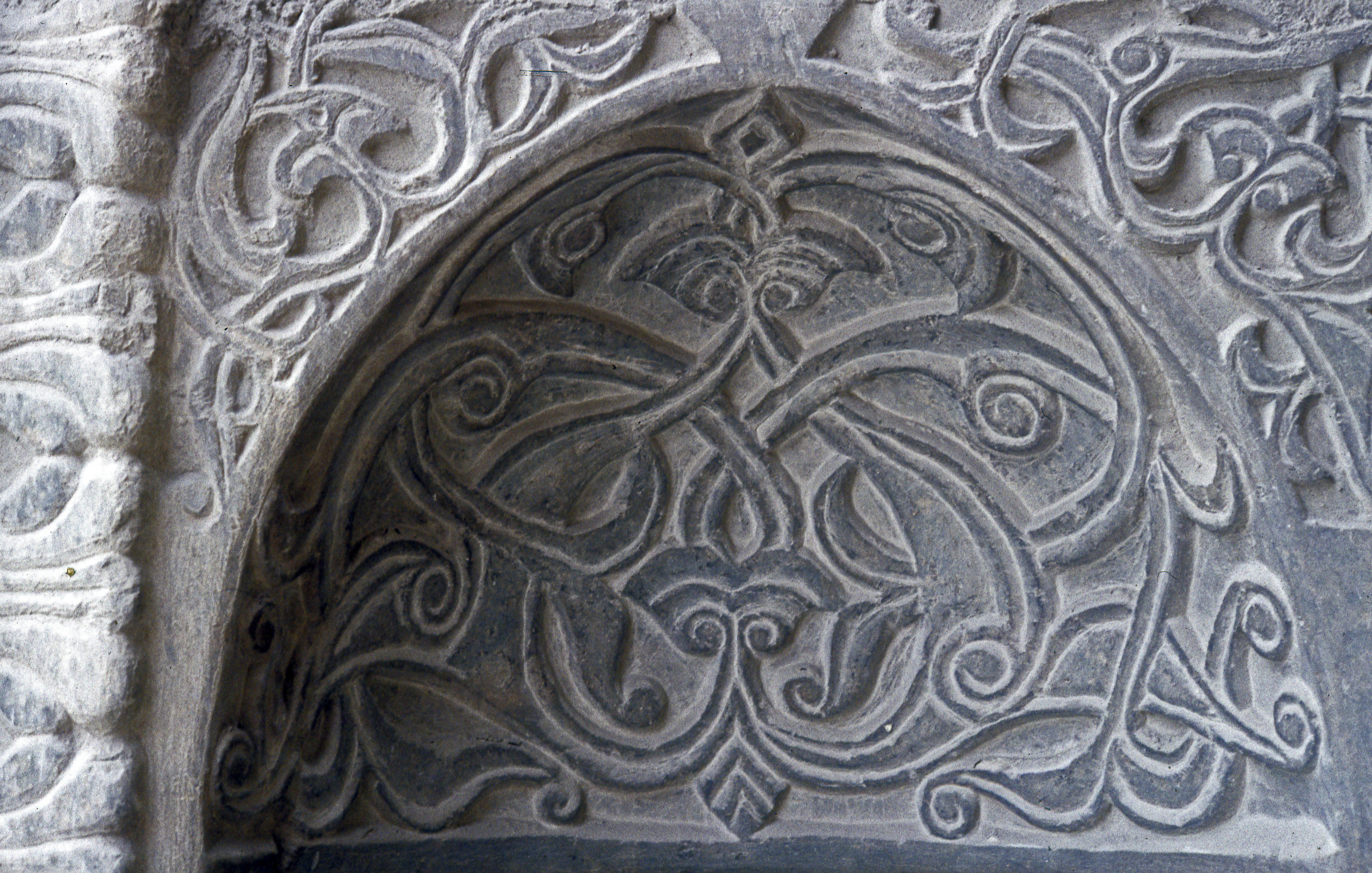
Gök Medrese Tokat as Museum Detail of front
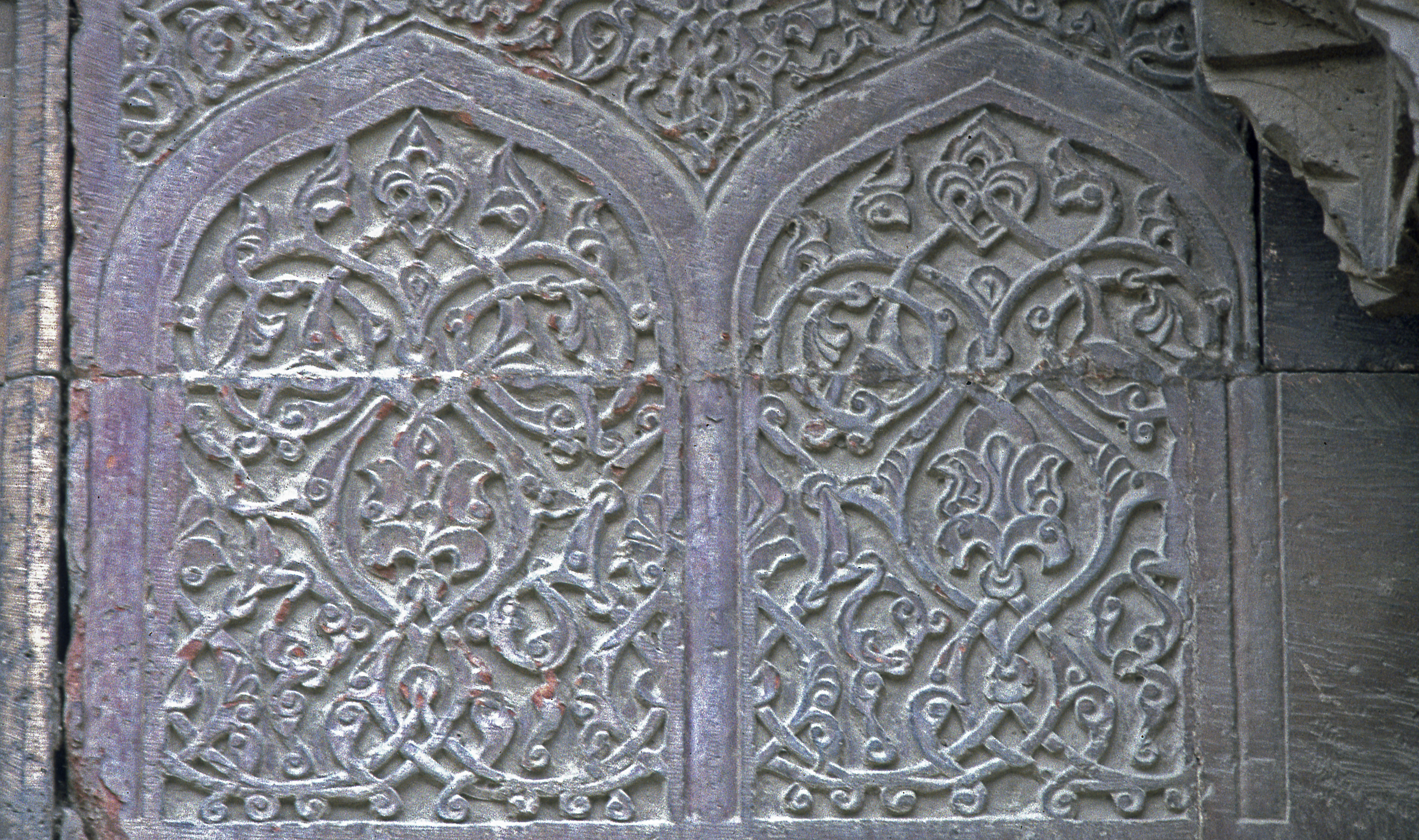
Gök Medrese Tokat as Museum Detail of front
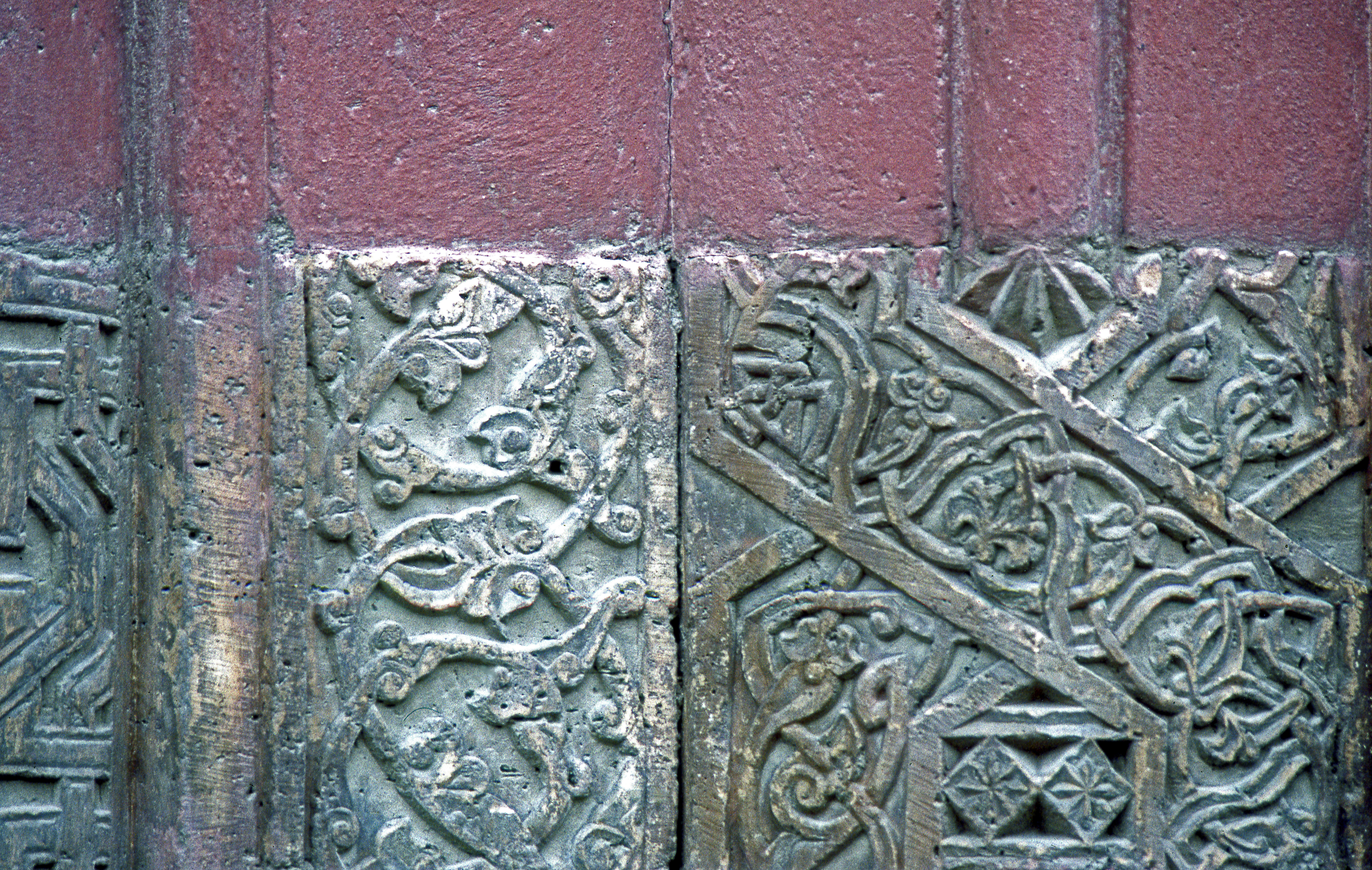
Gök Medrese Tokat as Museum Detail of front
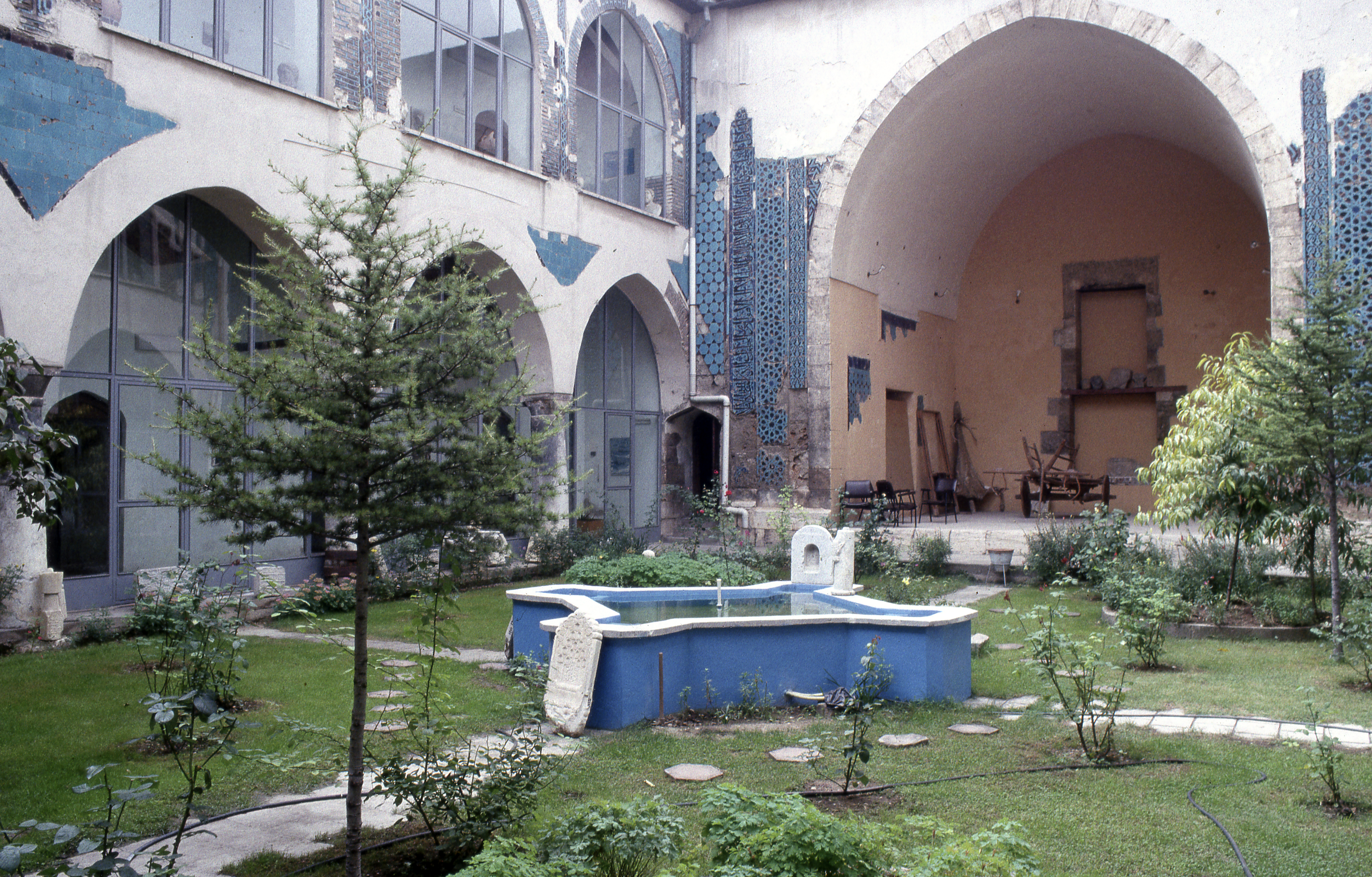
Gök Medrese Tokat as Museum Garden area
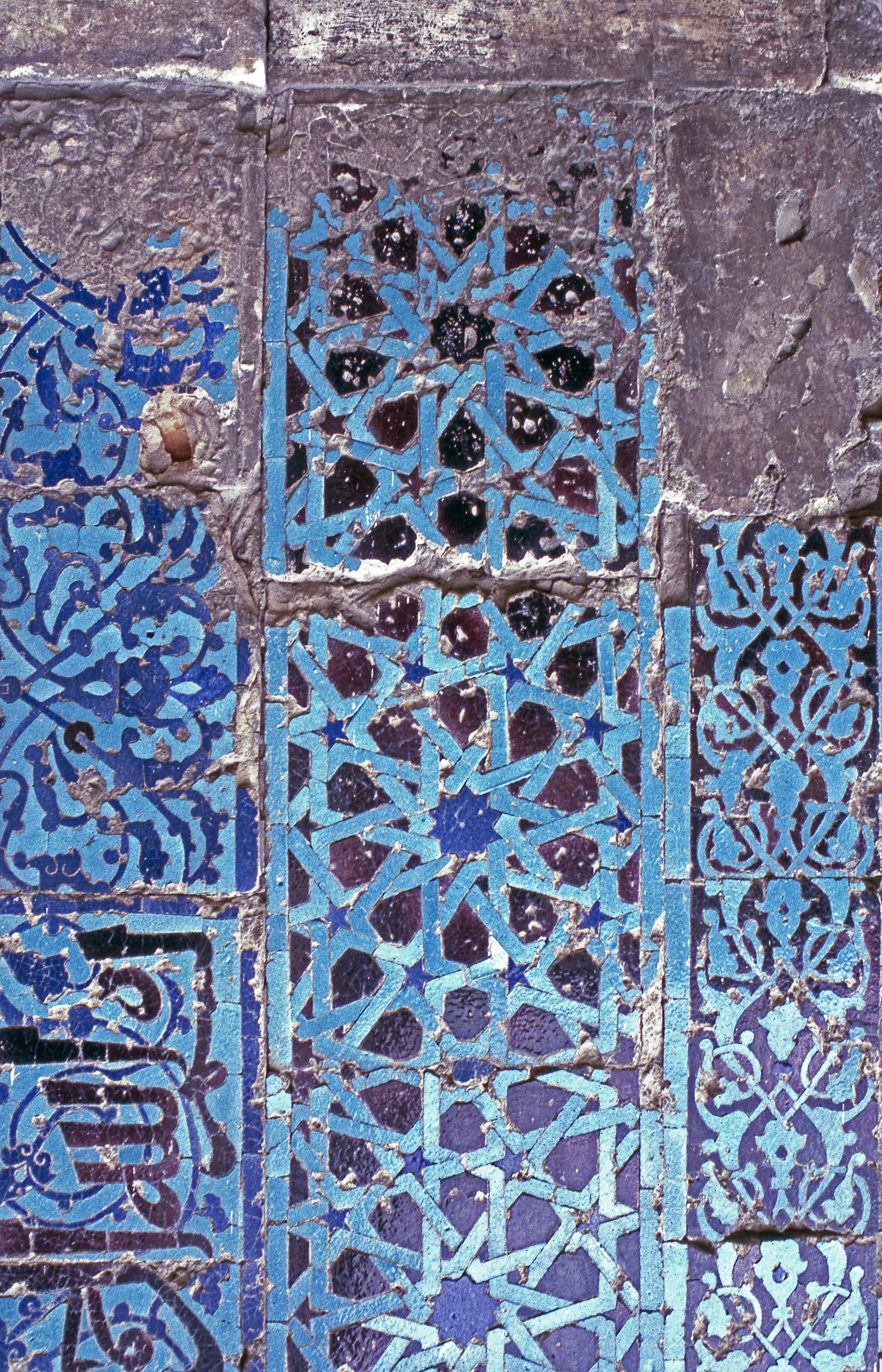
Gök Medrese Tokat as Museum Decoration in garden
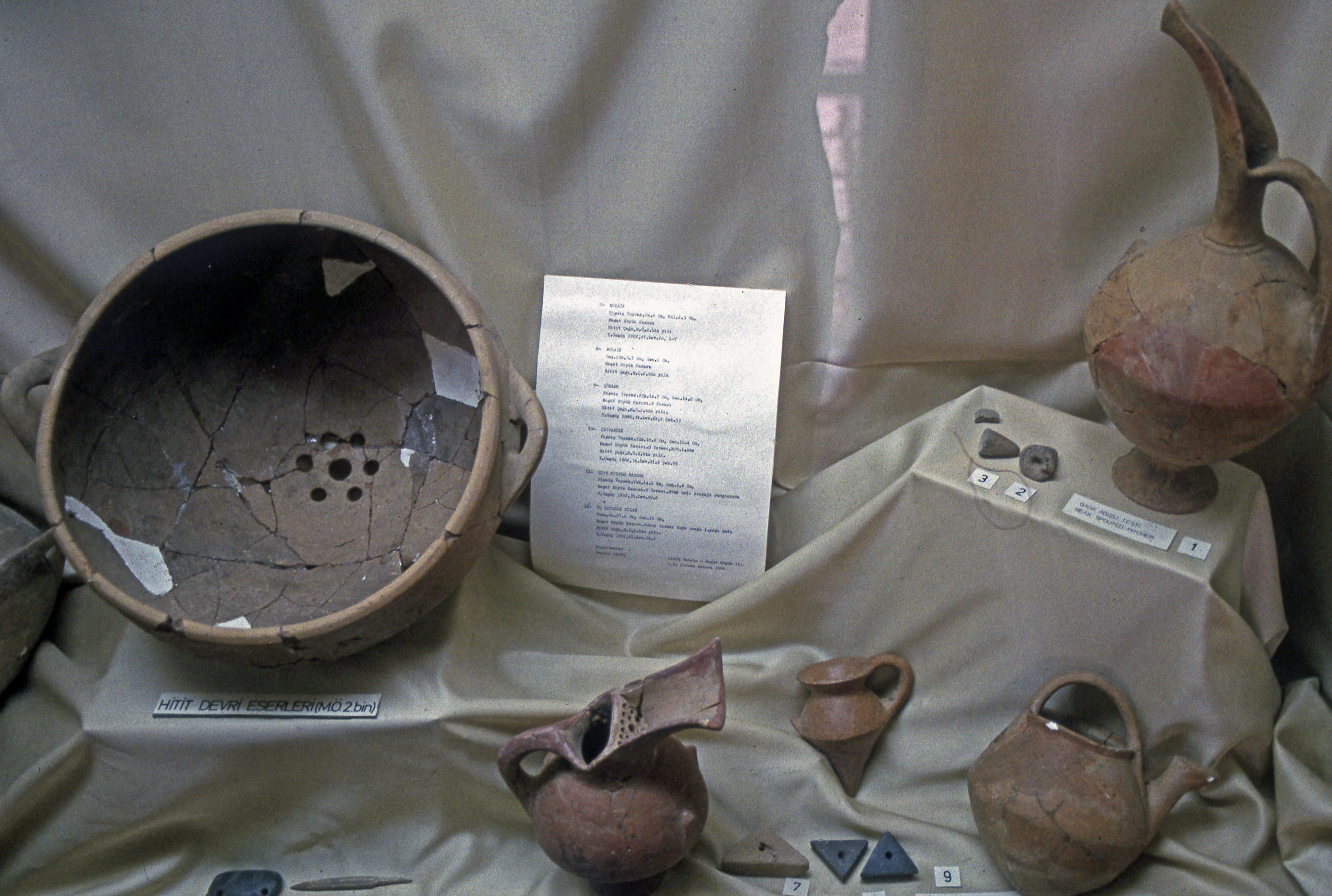
Gök Medrese Tokat as Museum Hittite exhibits
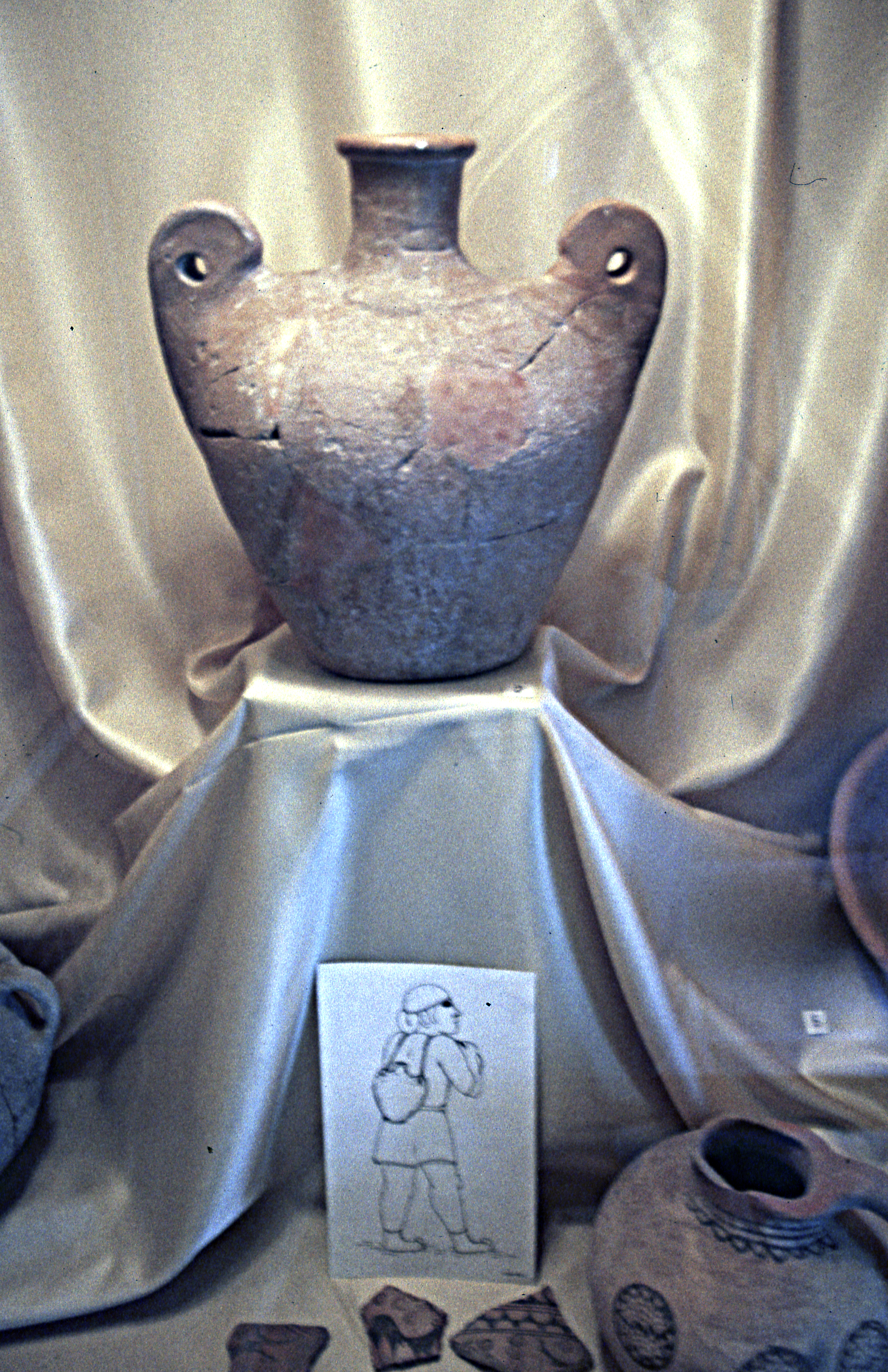
Gök Medrese Tokat as Museum Water carrier
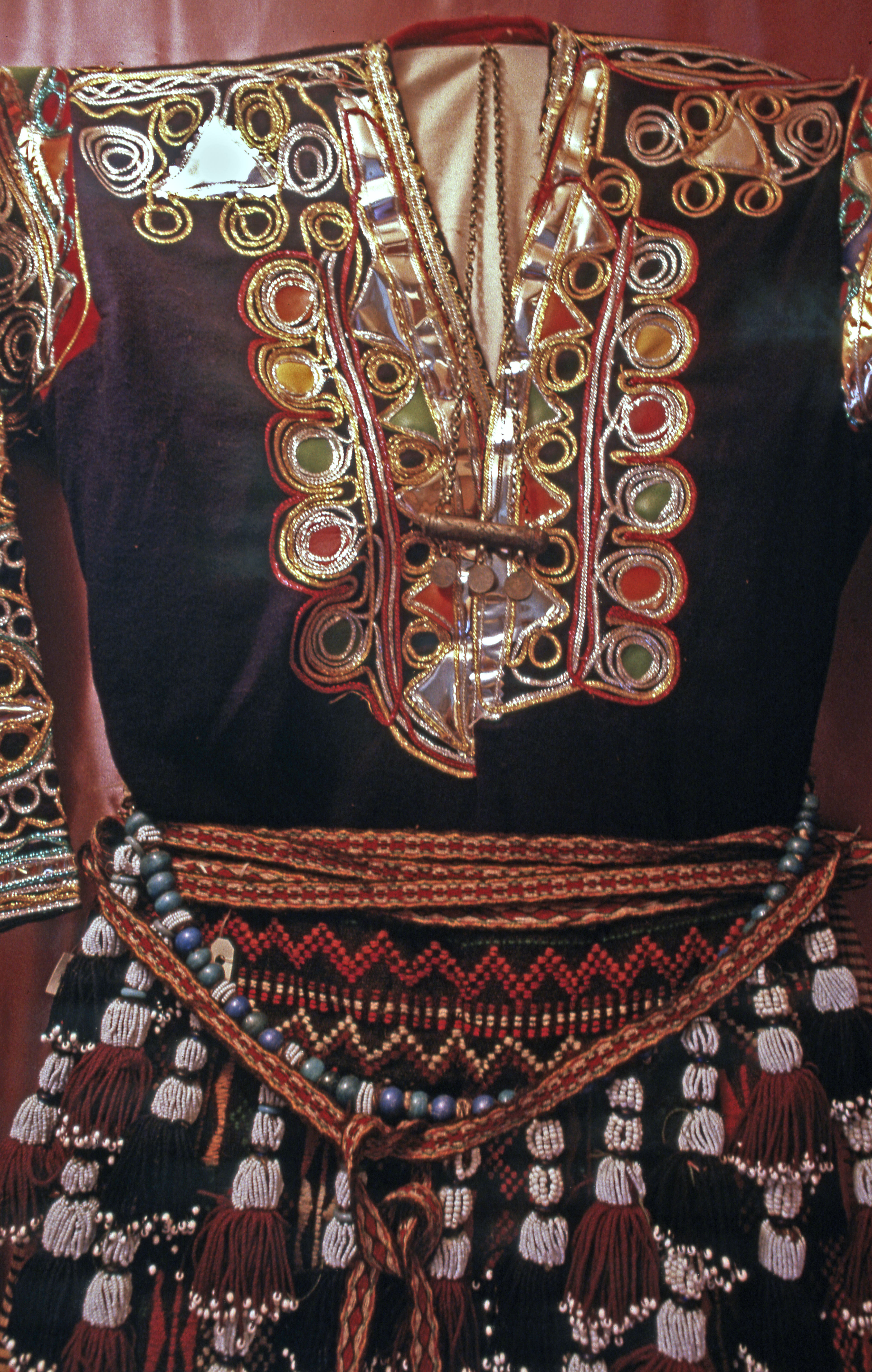
Gök Medrese Tokat as Museum Probably 19th century dress
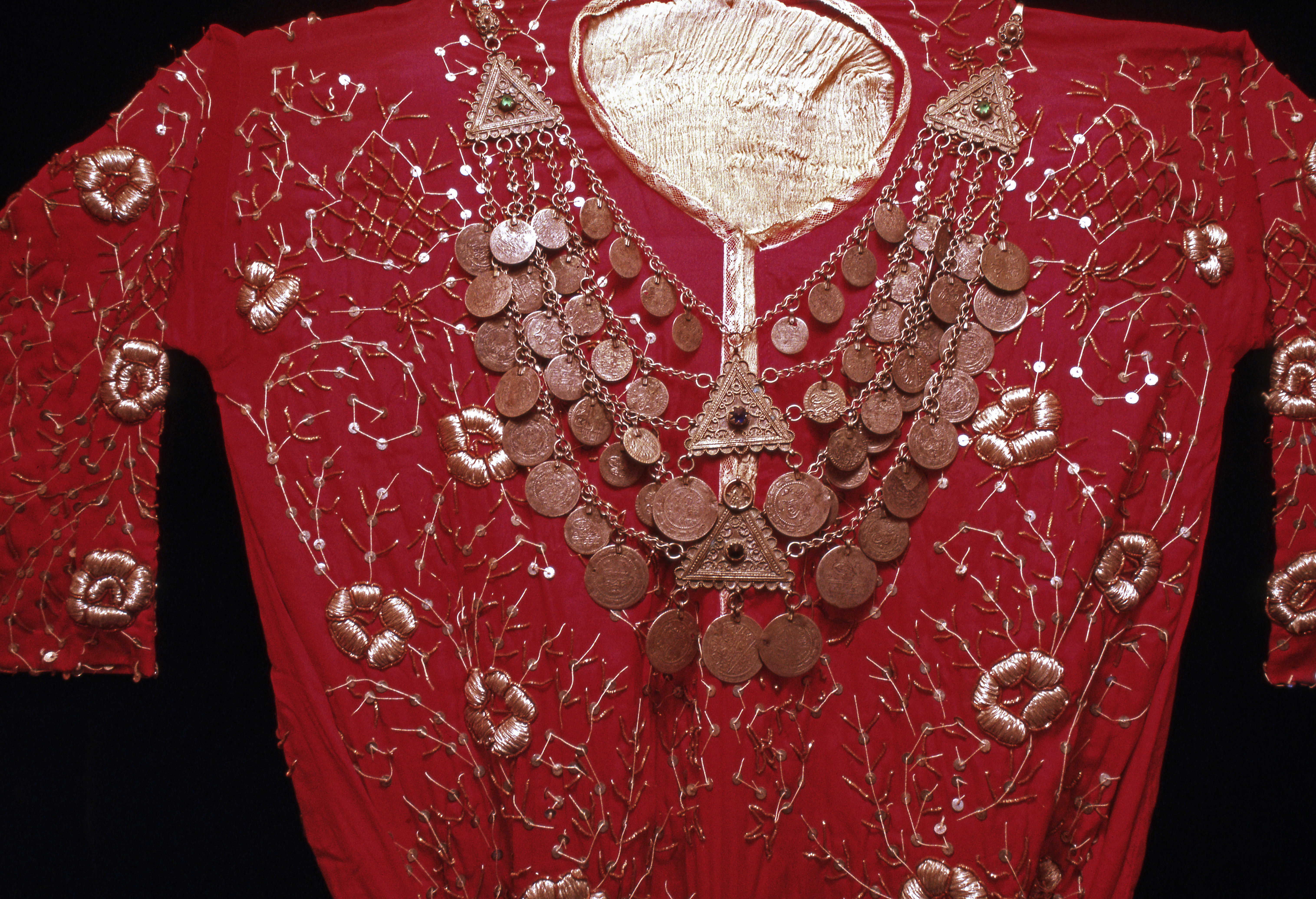
Gök Medrese Tokat as Museum Dress and necklace